# Parte Zaharra (Saint-Sébastien)
Parte Zaharra est un quartier de Saint-Sébastien, dans la province du Guipuscoa, dans la communauté autonome du Pays basque en Espagne.
Situé au pied du mont Urgull, le quartier a une population de 6 083 habitants. Parte Zaharra est le nom courant du quartier  parmi les habitants  et dans les nomenclatures officielles, ; cependant, le nom générique Alde Zaharra, qui fait référence au site le plus ancien dans chaque ville, est également parfois utilisé.
Le 16 avril 2019, le gouvernement basque l'a déclaré monument historique et bien culturel classé.

## Emplacement
Il s'étend entre le mont Urgull, le boulevard, le port de Saint-Sébastien et la rivière Urumea .

## Histoire
C'est le centre-ville et lieu de la fondation de Saint-Sébastien vers la fin du XIIe siècle jusqu'à ce que son expansion prenne racine en 1863. Aujourd'hui, ces murs d'origine sont visibles dans le port de Saint-Sébastien et dans le parking souterrain du boulevard. 
Cependant, la composition du quartier est relativement nouvelle, car remontant au XIXe siècle.

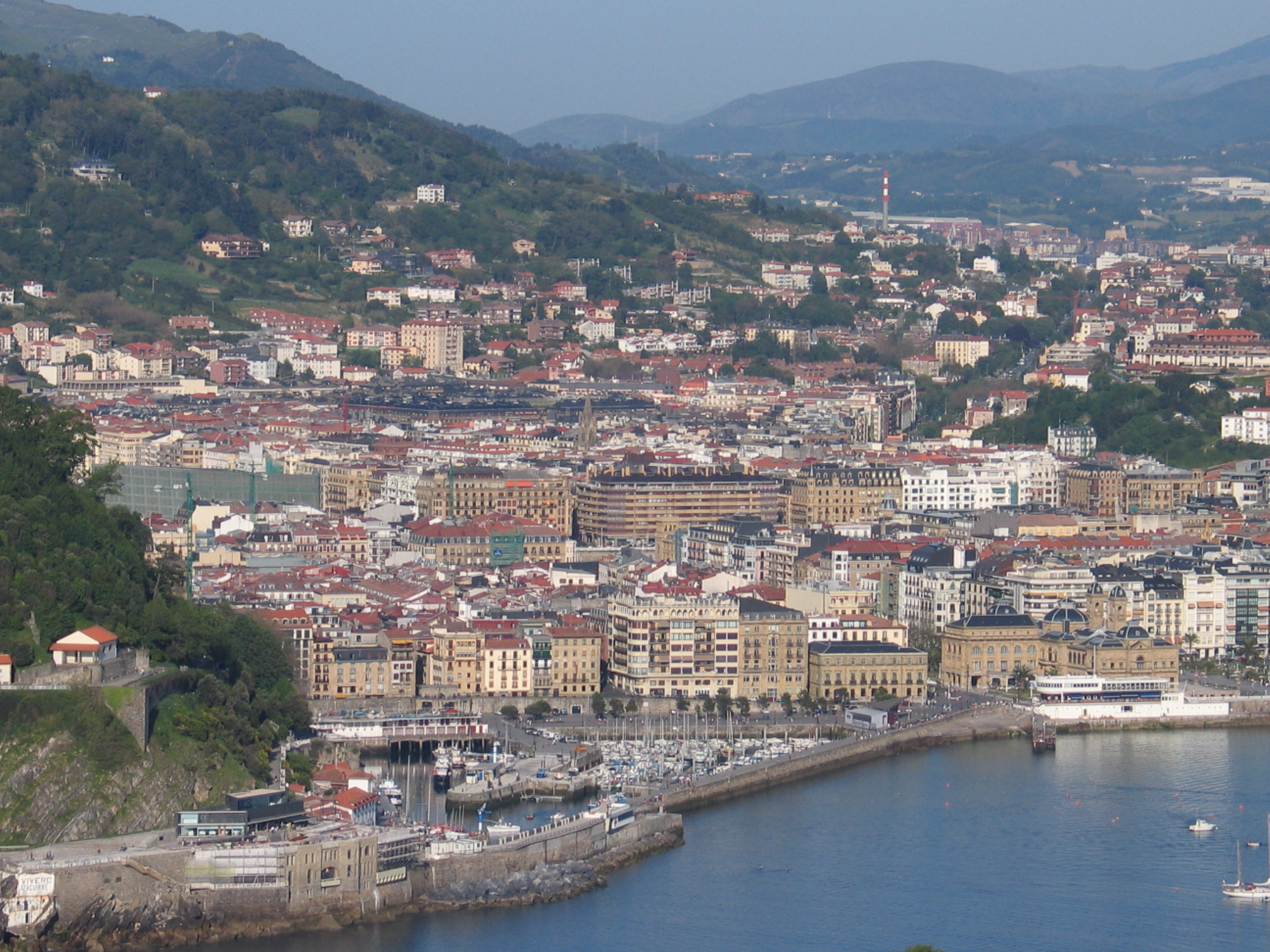
Le port de Saint-Sebastien et la partie ancienne, vus de l'île de Santa Clara.

Bien que complètement détruit à la suite du siège de Saint-Sébastien le 31 août 1813 (seule la rue du 31 août est restée debout), les bâtiments les plus anciens de la ville subsistent dans ce quartier. Le quartier a été reconstruit au cours des 36 années suivantes. Les seuls bâtiments restés debout sont les maisons de Trinitate kalea, aujourd'hui rue du 31 août (Abuztuaren 31 kalea), et trois édifices religieux, la basilique de Santa Maria (XVIIIe siècle), l'église de San Vicente (XVIe siècle) et le couvent de San Telmo (XVIe siècle).
Jusqu'en 1863, le centre-ville de Saint-Sébastien était composé de ce quartier. le 22 avril 1863, un décret royal déclara que Saint-Sébastien avait cessé d'être une forteresse militaire et les autorités autorisèrent la démolition des murs entourant la vieille ville, du boulevard sud à l'actuel Erdialdea , et de l'est de Saint-Sébastien à la rivière Urumea. À cette époque, Saint-Sébastien comptait 15 000 habitants, dont environ 10 000 vivaient dans cette zone fortifiée de la vieille ville, qui mesurait environ 10 hectares.

## la gastronomie
Les bars locaux qui servent des Pintxos sont très appréciés dans ce quartier, et sont une attraction touristique.

## Imagerie

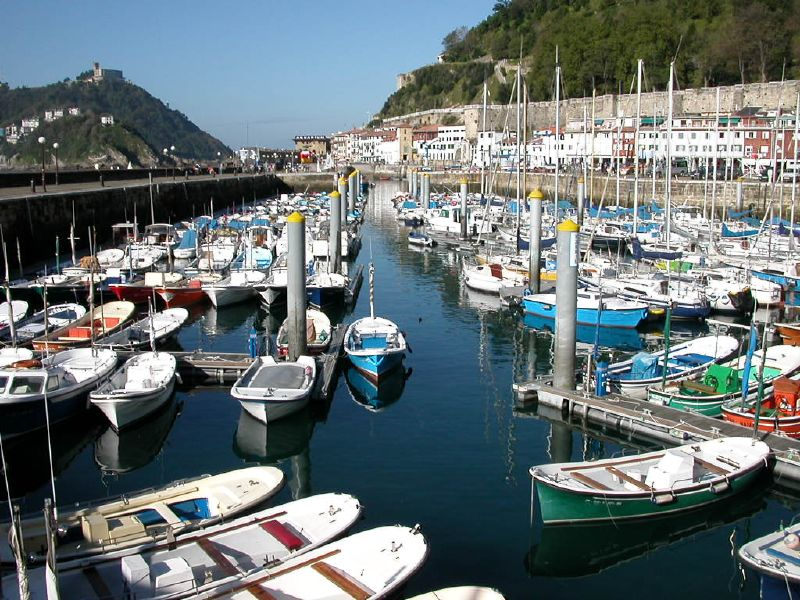
Port de Saint-Sébastien, sous le mont Urgull.
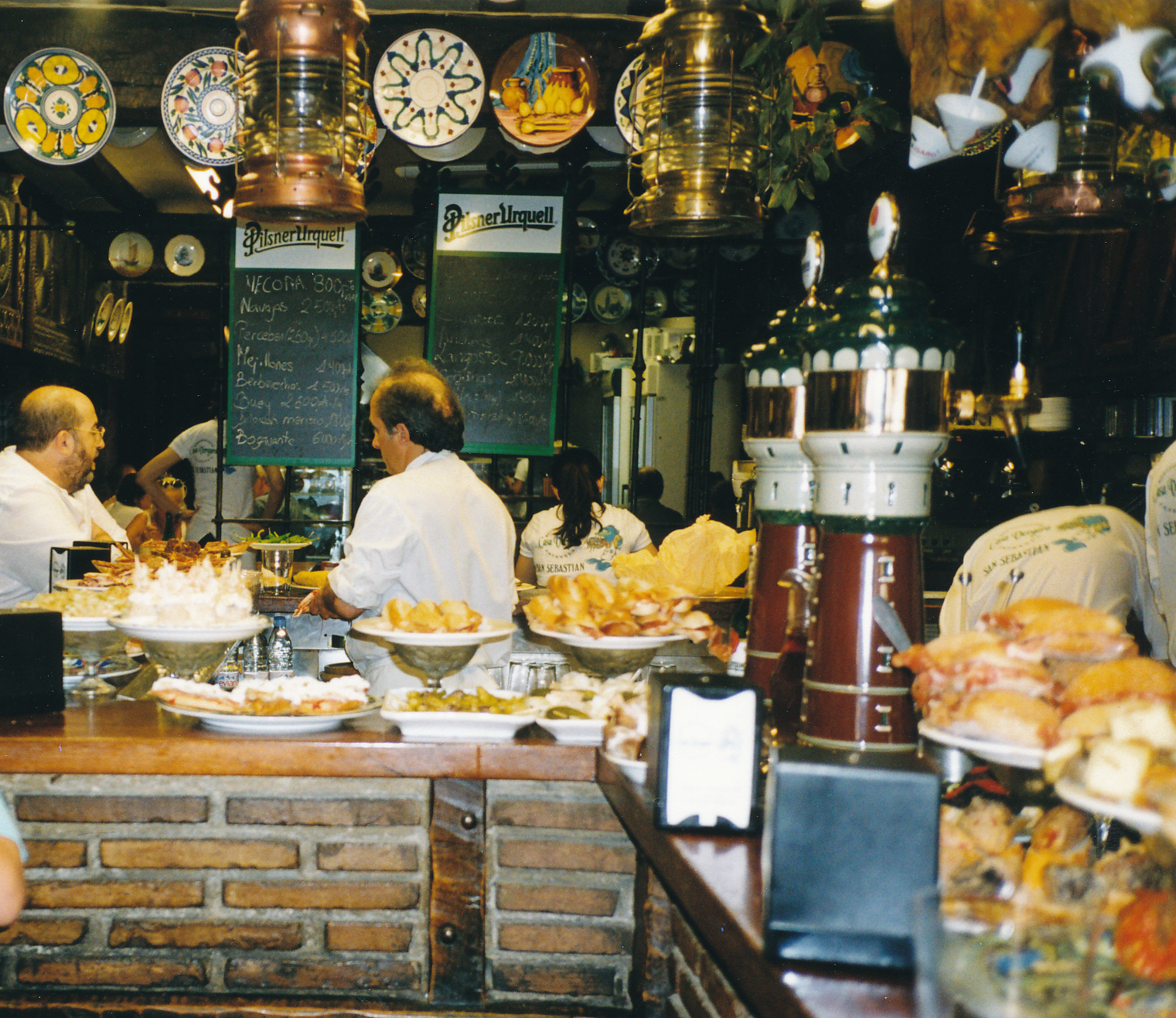
Collations dans une Taberna.
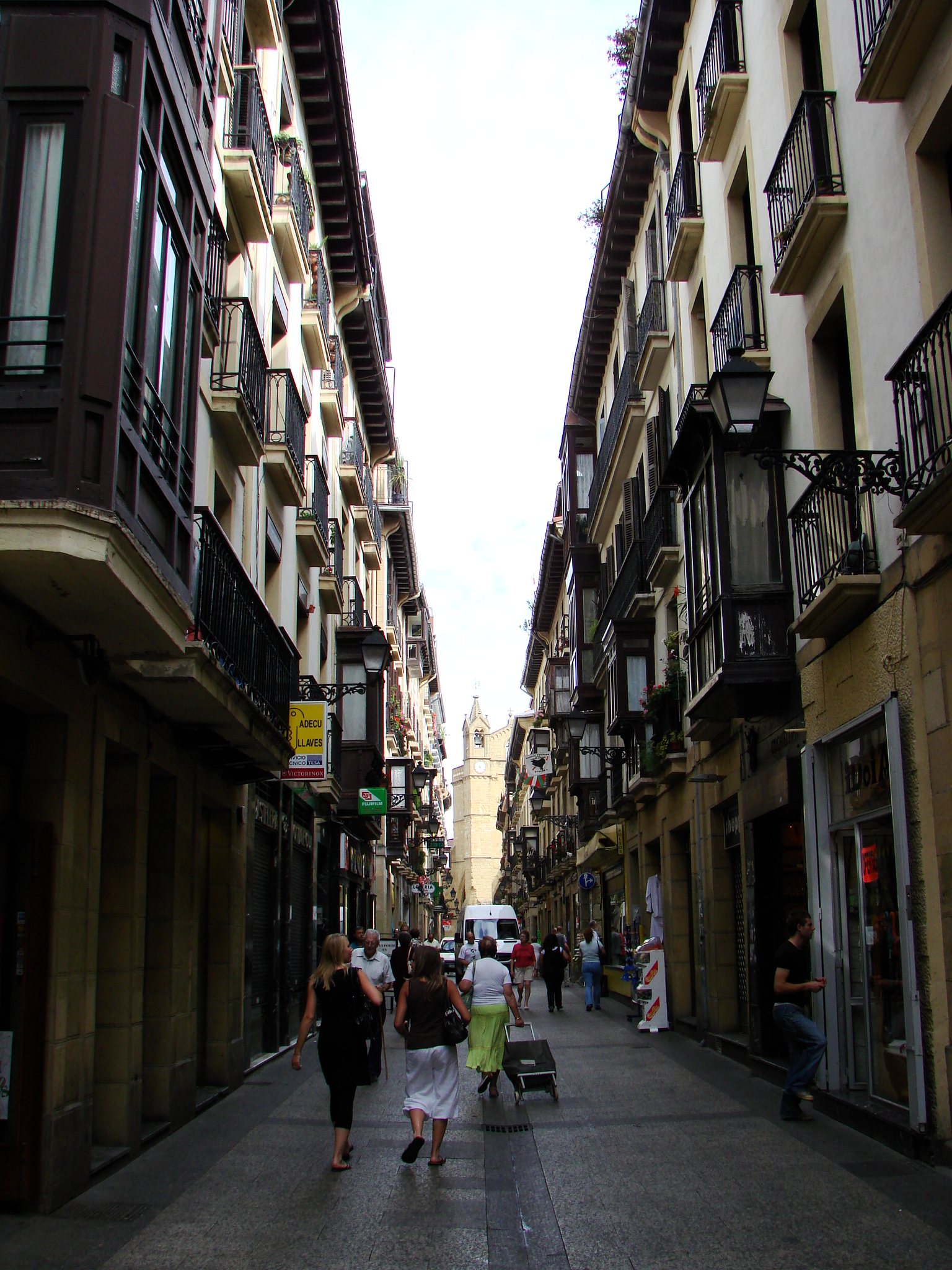
Narrika kalea, avec l'église de San Vicente en arrière plan.
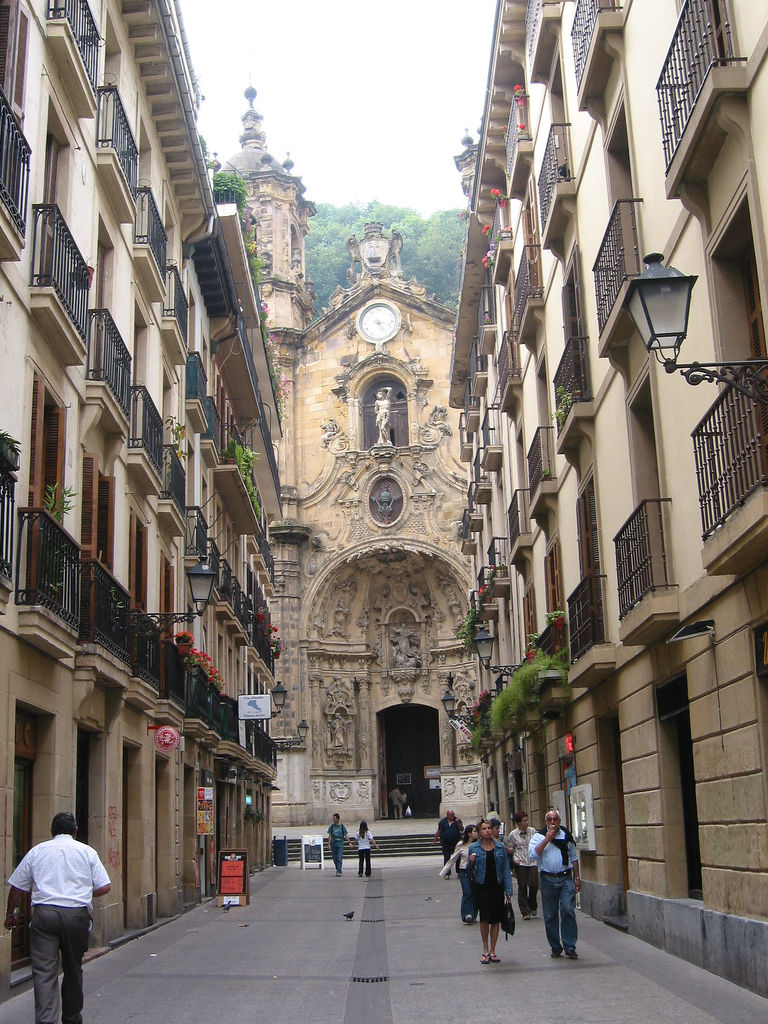
Basilique de Santa Maria.
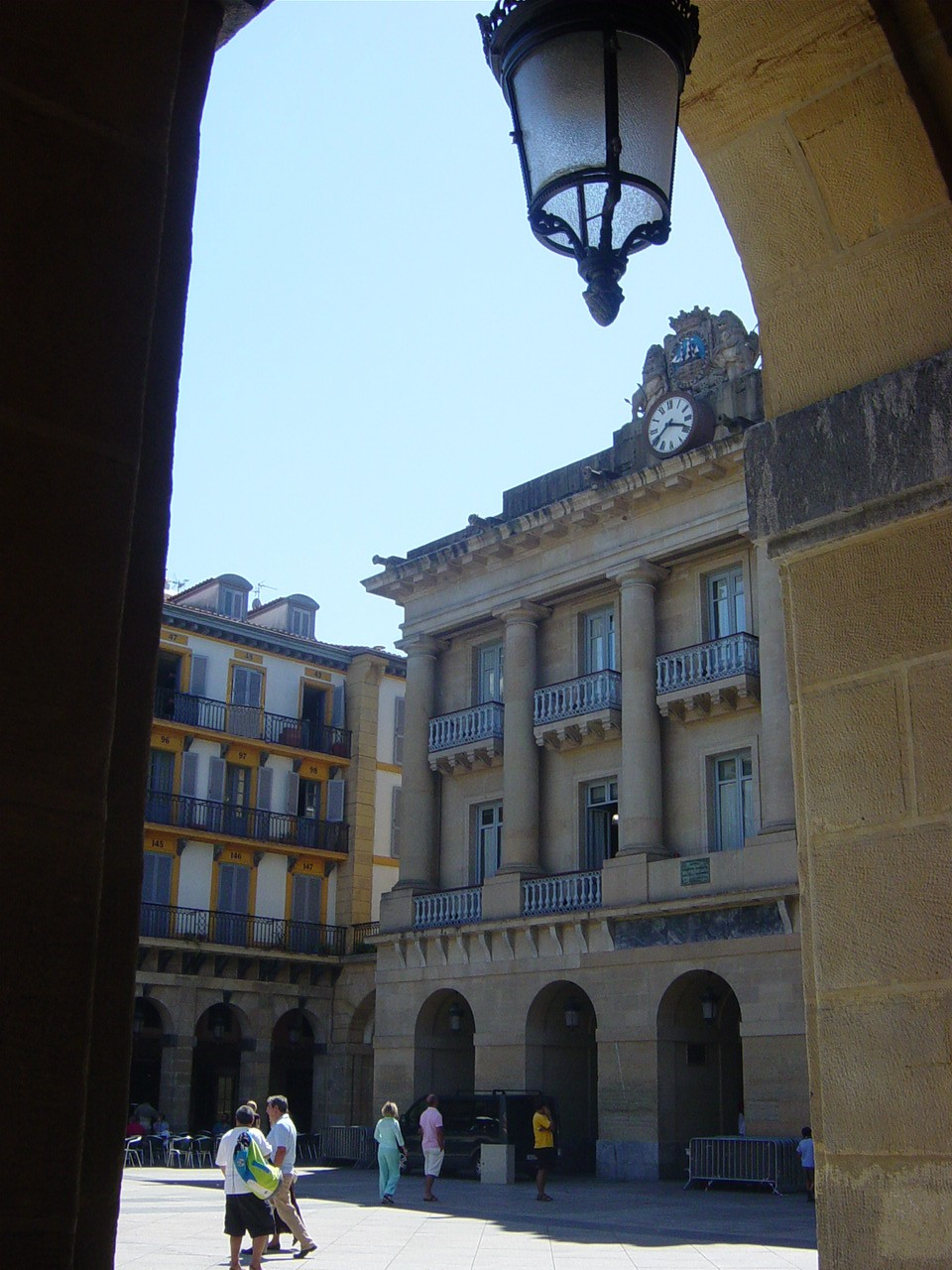
Place de la Constitution et ancien hôtel de ville.
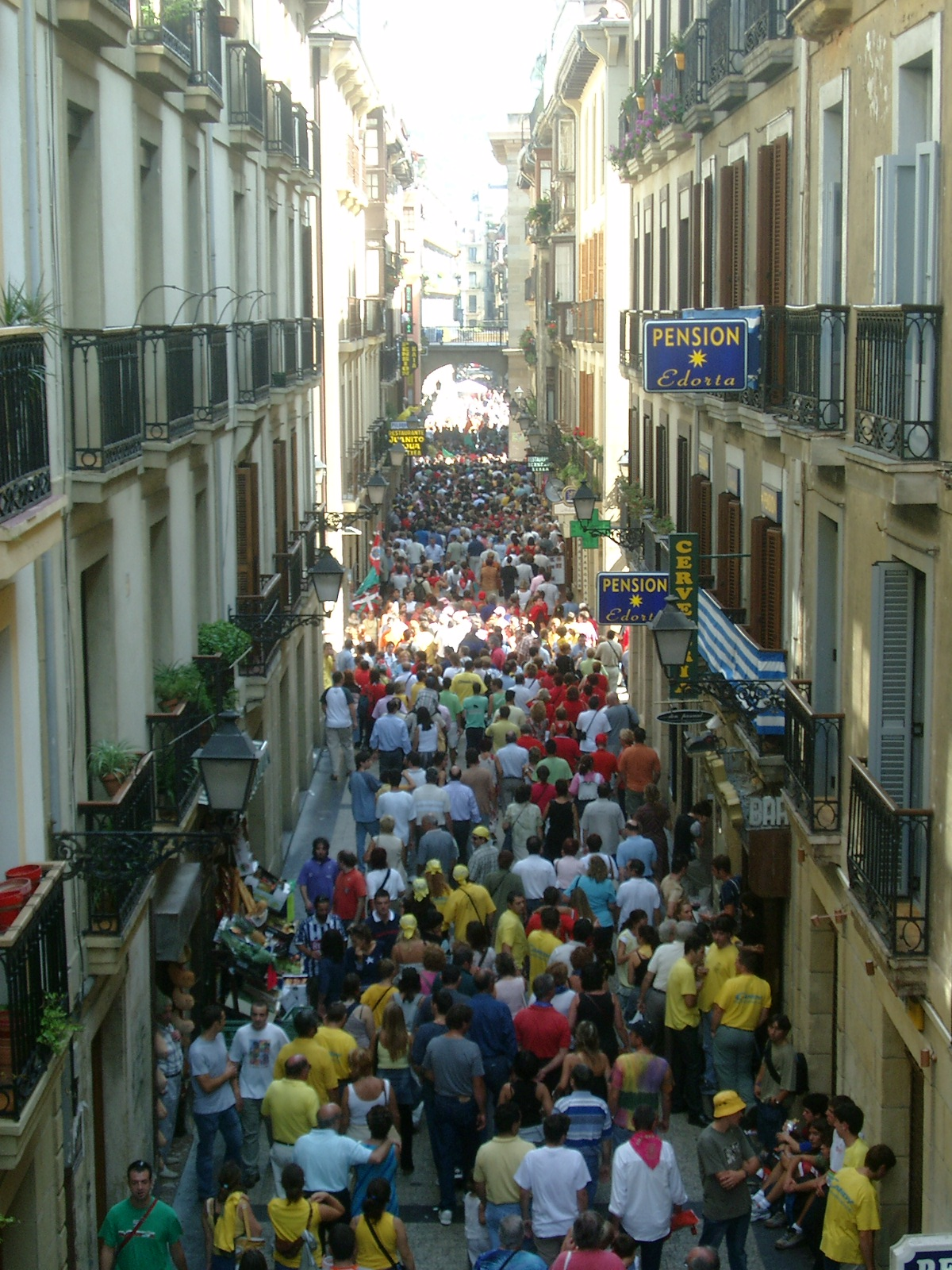
Portu kalea, bondé lors de la journée du drapeau de la Concha .
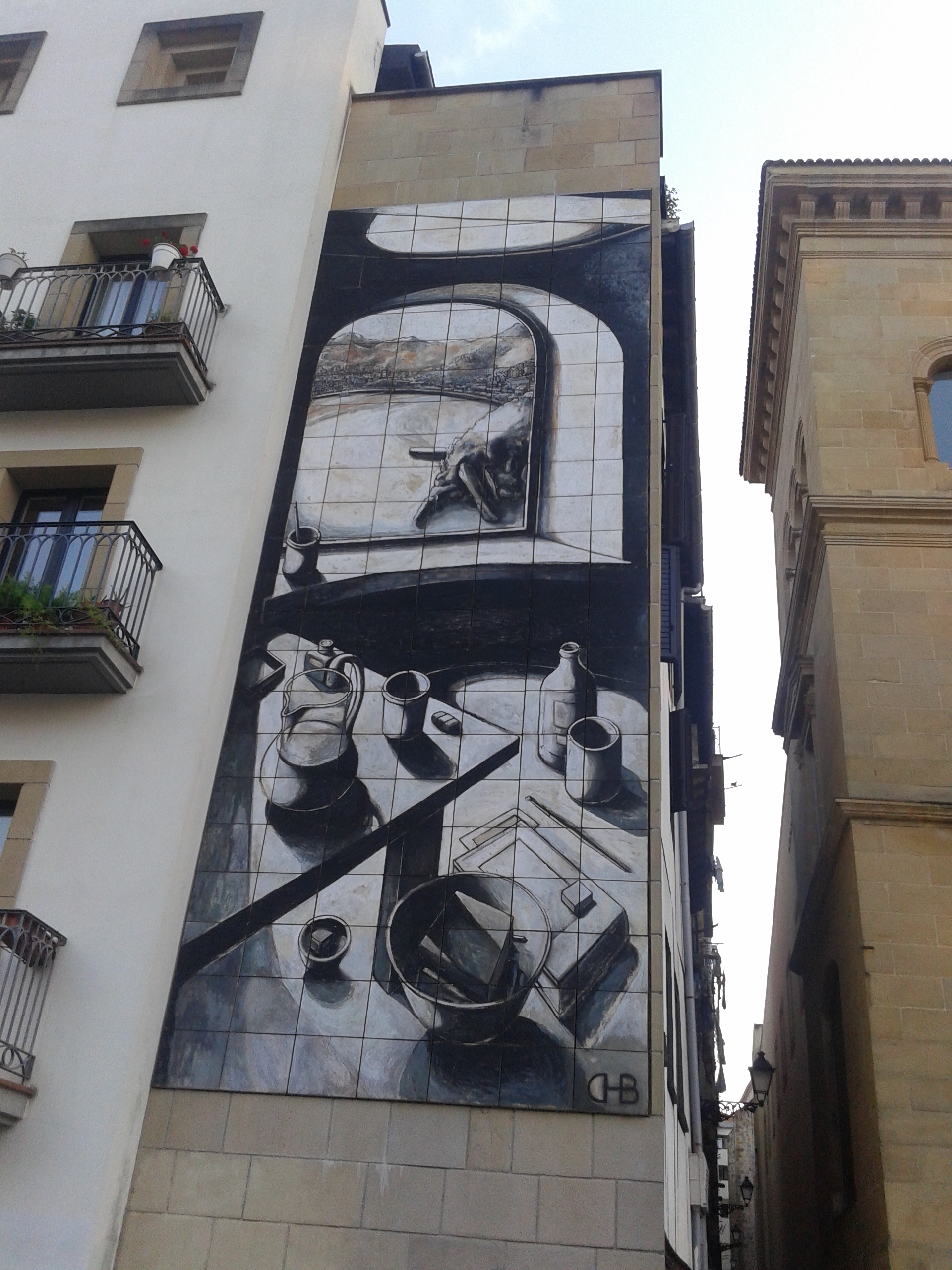
Santa Korda kalea, la rue la plus étroite de la vieille ville.

### Rues
| - Abuztuaren 31 kalea - Aingeru kalea - Aldamar kalea - Arrandegi kalea - Bilintx kalea - Bulebarra - Elbira Zipitria kalea - Embeltran kalea - Esterlines kalea - Etxague Jeneralaren kalea - Euskal Herria kalea | - Fermin Kalbeton kalea - Gaztelubide kalea - Ijentea kalea - Iñigo kalea - Jauregi Jeneralaren kalea - Juan de Bilbao kalea - Kaia pasealekua - Kanpandegi kalea - Mari kalea - Mollaberria pasealekua - Mollaerdia pasealekua | - Narrika kalea - Pasealeku Berria - Perujuantxo kalea - Portu kalea - Salamanka pasealekua - San Bizente kalea - San Lorenzo kalea - San Juan kalea - Santa Korda kalea - Soraluze kalea |

### Musées
- Musée San Telmo
- Aquarium de Saint-Sébastien
- Musée du bateau

### Port
- Port de Saint-Sébastien

## Voisins célèbres
- Bilintx (1831-1876), bertsolari et poète.
- Serafin Baroja (1840-1912), écrivain basque.
- Luis Karril (1847-1892), skipper entraîneur.
- Martzelino Soroa (1848-1902) écrivain et journaliste basque.
- Toribio Altzaga (1861-1941), écrivain basque.
- Pepe Artola (1864-1929), écrivain basque.
- Ander Arzelus (1898-1949), écrivain basque, orateur et journaliste.
- Mikel Laboa (1934-2008), chanteur et compositeur.
- Joxe Austin Arrieta (1948), écrivain et traducteur basque.
- Xabier Otaegi (1952), également connu sous le nom de Kixki et Txirri.
- Jose Ignazio Ansorena (1953), joueur de txistu, clown et homme carré, également connu sous le nom de Mixki, Mirri et Piter.
- Eneko Olasagasti (1960), acteur, producteur, réalisateur, enseignant et écrivain basque.
- Ekaitz Saies (1982), canoéiste.